# 蕭莊
蕭莊（548年—577年），南兰陵郡兰陵县（今江苏省常州市武进区）人，梁元帝之孫，武烈世子蕭方等之子，獲梁元帝冊封為永嘉王。

## 生平
承聖三年（554年），西魏攻陷江陵、殺害梁元帝時，蕭莊只有七歲，逃匿於民家之中；之後被王琳發現，將蕭莊護送回建康。梁敬帝蕭方智即帝位之後，將蕭莊作為人質送往北齊。
太平二年（557年），陳霸先廢蕭方智即帝位後，王琳等人要求北齊送還蕭莊，並使其接替梁朝皇帝；蕭莊回到南朝之後，同年三月王琳立蕭莊為梁皇帝於郢州，據有長江中上游地區。之後蕭莊的南梁與陳霸先的陳朝便持續交戰，天啟三年（560年），當王琳與陳朝的侯瑱在蕪湖交戰時，北周便發兵攻打郢州，結果王琳兵敗，與蕭莊、袁泌、劉仲威逃亡北齊，其署郢州刺史孫瑒投降南陳。蕭莊被封为侯，又封梁王。北齐允諾幫他復興梁朝，但没能实现。齐后主高纬灭亡后，蕭莊在邺城含恨而死。